# Душан Ломпар
Душан Ломпар (Боково, код Цетиња, 1913 — Београд, 9. јануар 2008), учесник Народносолободилачке борбе и друштвено-политички радник СФР Југославије.

### Биографија
Рођен је 1913. године у селу Боково, код Цетиња. Основну школу је завршио у родном месту, гимназију на Цетињу, а Правни факултет у Београду. 
За време студија укључио се у рад револуционарног студентског покрета на Београдском универзитету. По завршетку факултета, отишао је у Пећ, где је од 1938. до 1941. године, радио као службеник поште. Пошто је 1940. године постао члан Комунистичке партије Југославије (КПЈ), током боравка у Пећи, активно је сарађивао са месном партијском организацијом, а пре свега са револуционаром Миладином Поповићем. 
После окупације Краљевине Југославије, 1941. године, успо је да побегне из Пећи и избегне хапшење. Најпре је отишао у Црну Гору, а потом у окупирани Београд. Августа 1941. године, Месни комитет КПЈ за Београд, га је заједно са супругом Маријом, тада студентом медицине, упутио у Чачански партизански одред „Драгиша Мишовић“. 
После Прве непријатељске офанзиве и повлачења главнине партизанских снага у Санџак, крајем 1941. године, прешао је у Црну Гору. Тамо се најпре налазио у Дурмиторском партизанском одреду, а потом је 1942. године учествовао у формирању Четврте црногорске ударне бригаде, у којој је обављао дужност интенданта бригаде. Касније током рата налазио се на дужностима начелника економског одељења Друге пролетерске дивизије, начелника економског одељења Другог ударног корпуса и политичког комесара Економске официрске школе Другог корпуса. У лето 1944. године, одлуком Врховног штаба НОВ и ПОЈ, постављен је за начелника економског одељења Главног штаба НОВ и ПО Војводине, а крајем 1944. за начелника Повереништва народне одбране при Националном комитету ослобођења Југославије (НКОЈ). Потом је био делегат у Повереништву индустрије и трговине НКОЈ-а. 
Током рата, прешао је дуг ратни пут по Србији, Босни, Далмацији, Херцеговини, Црној Гори и Санџаку. Поред сложених задатака на снабдевању јединица Друге пролетерске дивизије и Другог ударног корпуса, радио је и на заштити и евакуацији становништва, као и у организовању зборова Народноослободилачких одбора и коференција.
После ослобођења Југославије, маја 1945. године, напустио је војну службу и прешао на политички рад. Демобилсан је у чину пуковника Југословенске армије. Од 1945. године био је начелник Контролног одељења у Министарству индустрије, а од 1947. године помоћник министра трговине и снабдевања у Влади ФНРЈ. Касније током педесетих и шездесетих година обављао је низ одговорних дужности у Савезном извршном већу (СИВ). 
Био је ожењен са др Маријом Ломпара (1915 — 1986), лекарком и учесницом Народноослободилачког рата. Умро је 9. јануара 2008. године у Београду и сахрањен је на београдском Новом гробљу. 
Носилац је Партизанске споменице 1941. и других југословенских одликовања.